# Cornelia Johanna Schönecker
Cornelia Johanna Schönecker (Amsterdam, 4 augustus 1836 – Leipzig, 8 oktober 1911) was een harpiste en pianiste.

## Levensloop
Cornelia Johanna Schönecker werd in 1836 in Amsterdam geboren als dochter van Jacobus Schönecker (geboren 1808 in Amsterdam) en Marguerite Coenders (geboren 1811 in Versailles). In dit gezin zouden in elk geval nog zes andere dochters volgen. Haar ouders bestierden een pianofabriekje aan de Amsterdamse Nes. Na vaders overlijden voerde haar moeder een pianohandel aan de Egelantiersgracht.
Schönecker speelde van jongs af aan piano en harp, als soliste, in ensembles en orkesten. Ze speelde daarbij niet in de geringste zalen. Muziektijdschrift Caecilia had het in 1849 over een "nog zeer jong verdienstelijk pianiste" naar aanleiding van een optreden in Arnhem. In 1850 speelde ze nog als mejuffrouw Schönecker in de zaal Odeon.
In 1868 kreeg ze met onderwijzer Martinus Gerardus Snoer (1830-1895) een zoon: Johannes Snoer (1868-1936). Zij zou hem de basis van het harpspelen bijbrengen.
In 1884 speelde ze mee tijdens een concert in 1884 in Gebouw der Vrije Gemeente, ter begeleiding van het koor Excelsior van Julius Röntgen; een van de solisten was Johannes Messchaert.  In 1893 speelde ze samen met haar zoon in de Waalse Kerk. Ze overleed op 8 oktober 1911 in Leipzig.